# Деонтологическое либертарианство
Естественно-правовое либертарианство, также известное как деонтологический либерализм, деонтологическое либертарианство, либертарианский морализм, либертарианство, основанное на естественных правах, философское либертарианство или теоретико-правовое либертарианство, — теория о том, что все индивиды обладают определенными естественными или моральными правами (пропертарианство)
, в основном правом на индивидуальный суверенитет, и что поэтому акты применения силы и мошенничества являются нарушением прав, и это достаточная причина для противодействия этим действиям. Это одна из двух этических точек зрения в рамках правого либертарианства, другая — консеквенциалистское либертарианство, которое учитывает последствия действий и правил только при их оценке и считает, что свободные рынки и сильные права частной собственности имеют хорошие последствия.
Некоторые деонтологические либертарианские взгляды основаны на принципе ненападения, который гласит, что ни один человек не имеет права применять силу или мошенничество в отношении личности или собственности другого человека ни при каких обстоятельствах. Этот принцип взят как основной, определяющий все другие моральные принципы, а не просто принципы справедливости. Другие основаны на самопринадлежности и озабочены только принципами справедливости.

## Деонтологические либертарианские философии
Некоторые деонтологические либертарианцы, такие как Айн Рэнд, выступают за минимальное правительство, чтобы защищать людей от любого нарушения их прав и преследовать тех, кто применяет силу против других. Другие, такие как Мюррей Ротбард, выступают за отмену государства, поскольку они рассматривают государство как институционализированное начало применения силы из-за налогообложения. Их взгляд на естественные права прямо или косвенно заимствован из работ Св. Фомы Аквинского и Джона Локка. Ханс-Херман Хоппе выступает за отмену государства на основе этики аргументации.

## Политические партии
Деонтологическое либертарианство — это форма либертарианства, официально поддерживаемая Либертарианской партией в Соединенных Штатах. Чтобы получить членский билет, необходимо подписать клятву, выступающую против применения силы для достижения политических или социальных целей.

## Критика
Некоторые либертарианцы утверждают, что ослабление принципа ненападения может принести максимальную свободу наибольшему количеству людей. Мюррей Ротбард ответил на эту критику, заявив, что средства никогда не должны противоречить целям. Либертарианцы-консеквенциалисты спрашивают: «Какая авторитетная сила наделила меня и всех остальных живущих людей правом и ответственностью владеть собой? Как доказать, обосновать или оправдать его существование?», на что Ротбард ответил апелляцией к процессу исключения, который завершился его утверждением, что самообладание является единственной оправданной этической позицией.
Философ Джонатан Вольф критикует деонтологическое либертарианство как непоследовательное, написав, что оно неспособно объяснить, почему вред, причиненный проигравшим в экономической конкуренции, не нарушает принцип самопринадлежности и что его сторонники должны «нечестно протаскивать» консеквенциалистские аргументы в свои рассуждения, чтобы оправдать институт свободного рынка.